# Theobald Billicanus
Theobald Billicanus, nome umanistico di Diepold Gerlacher (Billigheim, 1493 – Marburgo, 8 agosto 1554), è stato un umanista tedesco.
Canonico di Heidelberg, seguì la Riforma protestante e si trasferì a Nördlingen come predicatore. Nel 1530 una profonda crisi spirituale lo ricondusse al cattolicesimo e tornò a Heidelberg.
Nel 1544 Federico II del Palatinato lo costrinse ad abbandonare la città per rifugiarsi a Marburgo, dove visse gli ultimi anni da insegnante di storia.